# Tetrameronycha bonaerensis
Tetrameronycha bonaerensis är en svampart som först beskrevs av Speg., och fick sitt nu gällande namn av W. Rossi & M. Blackw. 1990. Tetrameronycha bonaerensis ingår i släktet Tetrameronycha, divisionen sporsäcksvampar och riket svampar.   Inga underarter finns listade i Catalogue of Life.